# En los tacones de Eva
En los tacones de Eva è una telenovela colombiana trasmessa su RCN Televisión dal 14 novembre 2006 al 22 maggio 2008.